# Kokushikan-Universität

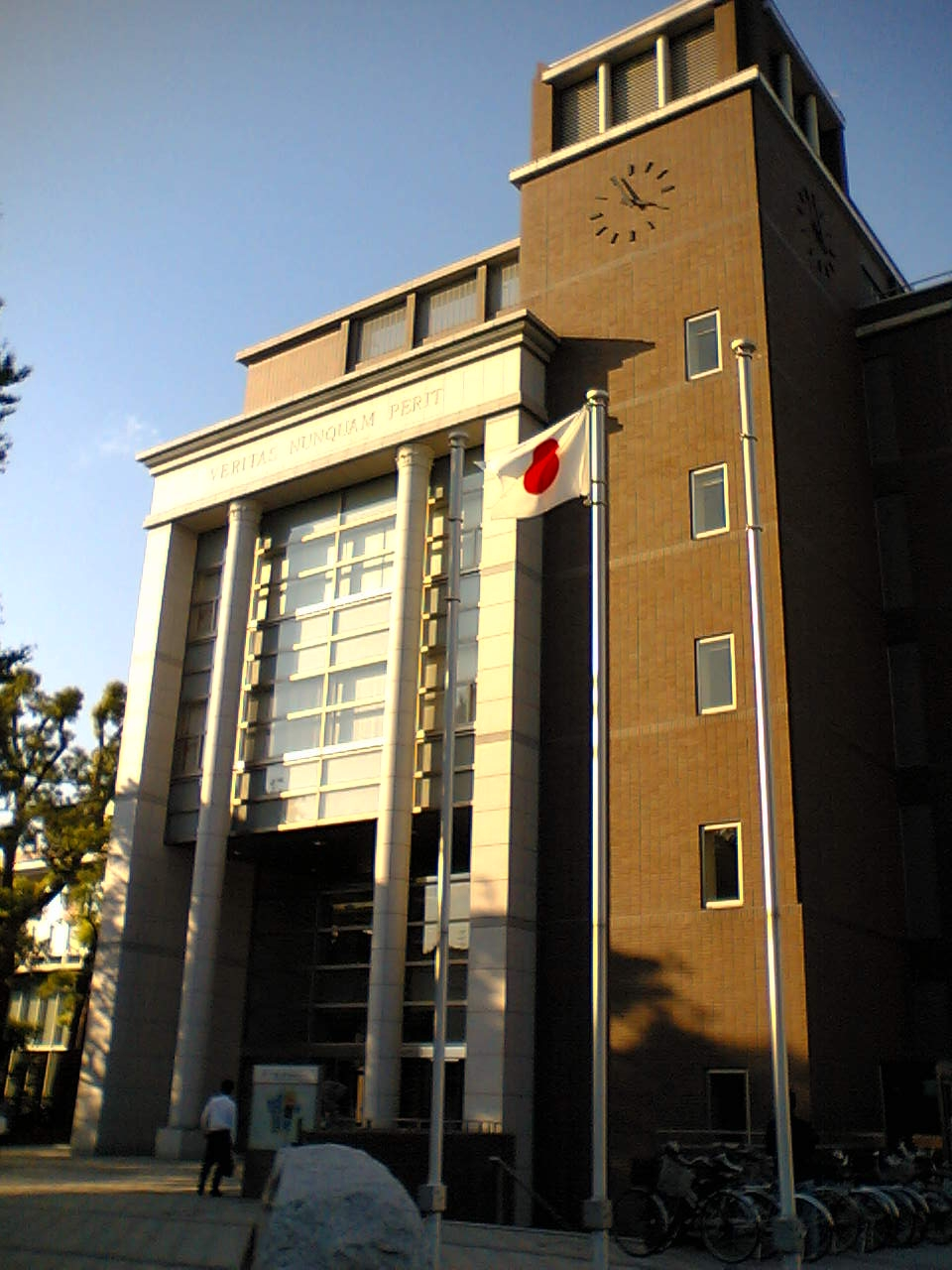
Kokushikan-Universität

Die Kokushikan-Universität (jap. 国士舘大学 Kokushikan Daigaku) ist eine im Jahre 1917 gegründete private Universität in der japanischen Präfektur Tokio. Die Universität hatte 2006 12.929 Undergraduate-Studenten und 260 in Master- oder Promotionsstudiengängen.
Der Hauptcampus befindet sich im Setagaya-ku, andere Campus befinden sich in Machida und Tama.

## Organisation
- Politikwissenschaft,
- Wirtschaftswissenschaft,
- Geschäftsverwaltung,
- Sport,
- Ingenieurswesen,
- Rechtswissenschaft,
- Interdisziplinäre Geistige Eigentumsgesetze, (japanisch)
- Soziologie,
- Globalising Asia,

## Fakultäten
- Politikwissenschaft und Wirtschaftswissenschaft
  - Politikwissenschaft
  - Wirtschaftswissenschaft
  - Managementlehre / Unternehmensführung
- Physische Ausbildung
  - Sportwissenschaft
  - Kampfkünste
  - Sportmedizin
- Naturwissenschaft und Ingenieurwesen
- Rechtswissenschaft
  - Rechtswissenschaft
  - Modernes Wirtschaftsrecht
- Geisteswissenschaften
  - Pädagogik
  - die Geschichte und die Geographie
  - Literaturwissenschaft
- die Schule für Asien 21,
  - Asien 21,

## Forschungsinstitute
- Forschungsinstitute und Zentren
- Internationale Zentren
- Asien-Japan-Forschungszentrum

## Partnerschaften
- Deutschland
  - Ludwig-Maximilians-Universität München
- USA
  - San Francisco State University
- Kanada
  - Simon Fraser University
- Australien
- VR China
  - Qingdao-Universität
- Südkorea
  - Hanyang-Universität
  - Korea-Universität
- Taiwan
- Ungarn
  - Semmelweis-Universität
- Russland
  - Fernöstliche Staatliche Technische Universität